# Nausiphanes
Nausiphanes (Oudgrieks: Ναυσιφάνης)(fl. ca. 325 v.Chr.) was een Grieks filosoof in de traditie van Democritus' atomisme. Nausiphanes was een leerling van Pyrrho en leraar van Epicurus.

## Leven
Nausiphanes staat bekend als een leraar en redenaar, één van zijn belangrijkste leerlingen was Epicurus. Epicurus zelf was echter niet te spreken over Nausiphanes en maakt hem in zijn geschriften onderwerp van spot.

## Filosofie
Nausiphanes had de overtuiging dat natuurfilosofie en daarmee kennis over de natuur de basis vormt voor ethiek en retorica. Verder was Nausiphanes een aanhanger van Democritus' scepticisme. Democritus had de overtuiging dat alleen atomen en leegte een realiteit bevatten en dat elke macroscopische eigenschap louter  conventie is. Hierdoor vervalt dus ook het oordeelsvermogen van de mens tot slechts een aaneenschakeling van atomen. Hetgeen Nausiphanes onderschreef en wat de reden vormde voor Epicurus' aversie tegen zijn leermeester.